# Dexosarcophaga inaequalis
Dexosarcophaga inaequalis är en tvåvingeart som beskrevs av Guilherme A.M.Lopes 1975. Dexosarcophaga inaequalis ingår i släktet Dexosarcophaga och familjen köttflugor. Inga underarter finns listade i Catalogue of Life.